# 高校星歌剧
《高校星歌剧》是由日本动画公司C-Station制作的原创电视动画作品，于2015年10月5日在東京都會電視台(TOKYO MX)播放。劇中會因為劇情走向如同真實舞台劇一般插入角色歌曲為本作的一大特色。
制作企划最初于2014年秋发表，当时公开的只有作品的标题；之后官方于2015年3月20日公开了作品的主视觉图、放送日期及制作阵容等信息。2016年7月27日及9月21日推出OVA全兩卷。同年5月29日，宣布2017年4月播出第2期。2018年10月23日，推出第三部OVA。2019年7月將播出第3期。

## 故事簡介
“放弃梦想的方法，我不知道——”
追逐着憧憬的高中生，进入音乐艺能界的名门·绫薙学园的星谷悠太。
学园中存在着作为全体新生目标的“音乐学科”，其中由成绩顶尖的三年生构成的组织“华樱会”更是君临学园的顶点。
为了进入音乐学科，被“华樱会”的成员看中，并进入接受其直接指导的特别门路，通称“星路”是最好的捷径，但……。
虽然有着优秀的才能，却因为各自的问题而陷入从音乐学科的候补生中落选的危险境地的那雪、月皇、天花寺、空闲，以及完全是新人的星谷。
这样的五人受到了“华樱会”的怪人以及天才·凤的注意……！？
青春的喧闹音乐物语开幕！

## 登場人物

### Team凤
由華櫻會的鳳樹選出的五位不同性格的成員組成，加入了星路組。
在第九集因為鳳樹自願退出華櫻會而降級至普通組，成員們知道鳳樹離開華櫻會和降級之事後開始想念鳳樹，但因為擔心星谷會很在意所以在學校一段時間不提起鳳。
OVA中因為鳳樹最終回歸華櫻會而重新成為Team鳳，並在畢業典禮中表演。
第二季中全員升上二年級的音樂劇科。
星谷悠太（Hoshitani Yuta，聲：花江夏树）
生日：10月10日；身高：170cm；血型：O型；班别： 1年生→2年MS班；所属：绫薙学园高等部音乐学科
Team凤的队长。
为那雪透的室友。
自幼爱好歌舞，对于唱歌跳舞的明星怀着朦胧的憧憬。初中二年级的秋天，被某个高中生,(其實就是鳳樹)的演出击中了心灵。加入team鳳後很憧憬鳳樹。
面試時跳了初中二年級看到的舞蹈，被鳳相中進入星路。第九集被鳳協助調整過舞蹈動作。
初中时代就读于普通科，对于有关音乐剧和演剧的事情几乎完全是新手。加入team鳳後為了不拖累隊員們而每天一直練習。
做什么事都干劲十足、吸收力拔群，面对任何困难都能保持开朗乐观的气氛制造者。個性十分脫線，關鍵時常常凸槌。
怕猫，原因是小時候父親送了他一個擺設貓，他覺得那個很大很可怕，從此怕貓。
第七集和戌峰撞倒價值上億的德國花瓶，並試圖用衣服把碎片藏起來。
第八集和柊組猜拳猜輸，沒得到壓軸權。但在第十集新時間表出爐卻和team柊表演時間一樣。
那雪透（Nayuki Toru，聲：小野贤章）
生日：1月23日；身高：160cm；血型：A型；班别：1年生→2年MS班；所属：绫薙学园高等部音乐学科
在入学时因撞到立像而认识悠太，为星谷悠太的室友。
与月皇、申渡和辰己都是绫薙学园中等部出身。
有两个双胞胎的妹妹，经常被妹妹们担心。
擅長料理，會幫朋友做飯。在中學時的學園祭創下了賣出兩百份炒麵空前絕後的紀錄，所以再次回去參觀時被妹妹們拉去幫忙。
從一問一答中擅長移動的手段是獨輪車，可知其實平衡感相當不錯。
一問一答中提到，不擅長球技類運動。
对任何人都保持亲切的微笑。
毕业于绫薙学园中等部，有着与之相称的实力，但在正式场合却会变得怯场，无法充分发挥出实力。第六話演出時完全沒有失常。
因为对自己没有自信，经常会陷入失落。每当此时，都会被星谷的乐观开朗所安慰，对此感到憧憬。
第七集為了掩飾星谷和戌峰撞倒花瓶的事，情急之下掰出是熊撞的。
天花寺翔（Tengenji Kakeru，聲：细谷佳正、諏訪彩花（幼時））
生日：8月11日；身高：175cm；血型：A型；班别：1年生→2年MS班；所属：绫薙学园高等部音乐学科
歌舞伎世家的继承者，父親（聲：小山力也）為此管教嚴厲。人稱梨园贵公子。
剛開始不認同星谷，甚至要求鳳將他除名，卻被拒絕，認同星谷之前，一直找星谷的麻煩，要求他自行退出。
個性傲慢，但自從認可星谷後，表現出率直的一面。
很受女性欢迎，學校外出時還會戴眼鏡偽裝。(被鳳組的同伴吐槽說這樣算是偽裝嗎)
有着身为精英的自觉，以及对自己实力和才能的自信。
由于家庭的方针而进入绫薙学园，以一览众山小的态度俯视众人，即使面对教师或是学长也不曾改变。
由于自幼成长于全是大人的世界，而不擅长与同世代交流，也不了解朋友这一存在。
养有一只名为塔维安的猫，并且很重视它。
月皇海斗（Tsukigami Kaitou，聲：朗斯贝里·亚瑟）
生日：11月4日；身高：168cm；血型：B型；班别：1年生→2年MS班；所属：绫薙学园高等部音乐学科
为空闲愁的室友。
与那雪、申渡和辰己都是绫薙学园中等部出身，第一名畢業。
父亲是知名的舞台监督，母亲是代表日本的舞台女演员，哥哥是同样毕业于绫薙学园音乐学科的年轻音乐剧明星，生来就是精英。
音樂劇學科入系選拔時，在面試那關被提到哥哥，情緒失控而走掉。
很尊敬哥哥，但常被周围的人与哥哥来做比较，因此非常不喜歡別人在他面前提起哥哥。
第四集因為星谷說出「不准悔辱我的朋友」並肯定了他的努力而對他改觀，進而成為朋友。
第六集因為天花寺的話太羞恥而笑了出來，隊友們認為很稀奇。
會跟天花寺鬥嘴，第八集提議過要讓天花寺演茱麗葉。
一問一答中提到因為溺水過，怕海水浴場之類的地方。
喜歡草莓牛奶，認為完美比例是2000C.C的牛奶加入五顆草莓，用果汁機打，把秒數壓在45秒整。
也有着缺乏冷静的一面。
很注重團隊默契。
空閑愁（Kuga Shuu，聲：前野智昭）
生日：4月2日；身高：177cm；血型：AB型；班别：1年生→2年MS班；所属：绫薙学园高等部音乐学科
为月皇海斗的室友。
因沉默寡言而容易受到误解。
父亲自小就去世，母亲不分昼夜地拼命工作才把他养大。为了让母亲开心，于是把电视上所看到的音樂劇全部模仿下来，展现给妈妈看，不知不觉的感受到了音樂劇的乐趣，并且下定决心，总有一天要把真正的音樂劇展现给母亲看。
與虎石和泉是青梅竹馬。
音樂劇學科入系選拔時遲到。
交通工具是重型機車（摩托車），經常被虎石借去把妹。
家境清寒，学费通过奖学金，而生活费则通过晚上在餐廳打工来赚取。因此被虎石稱為“勤工儉學的少年”。
由于态度强硬且沉默寡言而容易受到误解，但其实只是不爱关心事物，从来没有伤害过他人。講話十分直接，一針見血，思慮成熟，對母親非常孝順。
有着在有人遇到困难时会第一个跑去帮忙的温柔之心。
就读于教授戏剧、舞蹈的学校，通过自学还学会了钢琴。
在官方網站的一問一答裡表示過擅長繪畫，但在第八集最後表現的卻是小學生的畫技。
一問一答中提過不挑食，是個路痴……

### Team柊
由绫薙学园理事长一族·柊家的继承人柊翼挑選出的優秀五位成員。
辰己琉唯（Tatsumi Rui，聲：冈本信彦）
生日：2月13日；身高：172cm；血型：AB型；班别：1年生→2年MS班；所属：绫薙学园高等部音乐学科
柊组的队长。
与月皇、那雪和申渡都是绫薙学园中等部出身。受到月皇的影響而選擇聲樂科。
音乐剧的实力与月皇不相上下，中等部时代经常与月皇为了第一而互相竞争。
举止柔和，给人以梦幻的印象，但在技艺方面对他人和自己要求都很严格。
具有相當的自信，難免予人高傲之感，但待人和善，曾在星谷悠太感到迷惘時幾次提點相助。
小時候身體很虛弱，總是給申渡照顧，長大後身體比較健康。對於自己總是過度依賴申渡感到些許困擾。（柊組的一問一答提到）
在初中部時期曾飾演過「異國公主」的角色，因而被取了「公主」的綽號。
擅長所有實技類科目，唯獨家政中的料理不擅長，沒有料理天份。
申渡荣吾（Sawatari Eigo，聲：内田雄马）
生日：11月28日；身高：170cm；血型：B型；班别：1年生→2年MS班；所属：绫薙学园高等部音乐学科
柊组的参谋职位。
在修习音乐剧方面比起感性更注重分析力的类型。
与月皇、那雪和辰己都是绫薙学园中等部出身，成绩十分优秀。
和辰己的家族成员有亲密的交往。歷代申渡家都是辰己家的管家，現在兩家已沒有主從關係，但因荣吾祖母的忠告而只稱呼「辰己」而不稱「琉唯」。经常一起行动。非常照顧辰己。
相當聰明，博學多聞。
因為總和被稱作「公主」的辰己出雙入對，而被稱作「騎士」。
卯川晶（Ukawa Akira，聲：松冈祯丞）
生日：5月19日；身高：160cm；血型：B型；班别：1年生→2年MS班；所属：绫薙学园高等部音乐学科
柊队的小恶魔角色。
与可爱的外表相反，措辞辛辣。因为好强而稍微有点任性。
十分尊敬辰己，幾乎言聽計從。
虎石和泉（Toraishi Izumi，聲：KENN）
生日：4月12日；身高：176cm；血型：B型；班别：1年生→2年MS班；所属：绫薙学园高等部音乐学科
柊组的轻浮男。长相帅气，因为好色而受到异性欢迎。
女人缘很广。
空閑的青梅竹马，同一所中学出身。
由于频繁使用空閑的重型机车去约会而被忠言相告。
戌峰诚士郎（Inumine Seishiro，聲：兴津和幸）
生日：5月5日；身高：185cm；血型：O型；班别：1年生→2年MS班；所属：绫薙学园高等部音乐学科
柊队的气氛制造者。
戌峰家在橫濱開了一間中華餐廳“王王軒”。
在演技、歌唱力、舞蹈等所有方面都有着天生的才能。
体格得天独厚，性格开朗，和蔼可亲的偶像般的天然明星。
但是，却被队友吐槽“失去音乐就成了废品”。
自稱除了石塊以外什麼都吃，一問一答提到最喜歡吃肉。

### Team楪
扬羽陆（Ageha Riku，聲：島崎信長）
生日：7月7日；身高：164cm；血型：B型；班别：1年生→2年MS班；所属：绫薙学园高等部音乐学科
擁有一種神秘感。和別人的交流方式很特別，會無條件的喜歡自己認同的對手，而其他人根本不放在眼裡。
初中一年級的時候，在畢業紀念公演上看了作為研習生而表演的月皇遙斗所演出的《Shadow&Lights》之後，被其魅力所吸引，把遙斗稱為『我的神』並對其憧憬。
為了能夠爭取到遙鬥所演繹的角色，抱有不同尋常的執念。一開始極度不認同星谷悠太。畢業公演集訓時月皇遙斗對他說了「你只是在模仿過去的我而已」時受到了很大的打擊，把自己鎖在房裡。後來星谷悠太成功敲開其心門，兩人後來變成了很好的朋友。稱呼星谷為「悠太」。任何人批評星谷都會給予反駁。
蜂矢聪（Hachiya So，聲：高梨谦吾）
生日：8月26日；身高：175cm；血型：A型；班别：1年生→2年MS班；所属：绫薙学园高等部音乐学科
心地善良、善解人意，是扬羽的理解者。
充分贯彻team楪的理念，以队伍的明星扬羽为中心，在背後支持扬羽。
虽然是绫薙学园初中部音乐特邀班出来的学霸，但是却是生活白痴。周围都说他是“很遗憾的帅哥”。
甲本哲也
萤灯玲
蚁坂和臣

### Team涟
北原廉（Kitahara Ren，聲：梅原裕一郎）
生日：4月22日；身高：176cm；血型：B型；班别：1年生→2年MS班；所属：绫薙学园高等部音乐学科
虎石的室友。
夢想是成為一名演員。
家裡的方針是不必拘泥於考入藝能界的頂尖學校綾薙學園，對音樂劇也沒有太多的執念。
座右銘是『只要做就要做到完美』，目標是進入都是實力者的音樂劇學科的研習生計劃候選，擁有絕對自信，用冷冰冰的眼神觀察著認真參與海選的其他成員。
但是，其實內心是正在尋找能讓自己認真起來的時機。
南条圣（Nanjo Koki)，聲：武内骏辅）
生日：6月17日；身高：182cm；血型：AB型；班别：1年生→2年MS班；所属：绫薙学园高等部音乐学科
和北原一樣對於音樂劇沒有特別的執念，為了能進入演藝圈而考入綾薙學園。
自己和他人都公認的精明的類型，因為“只要稍微做做就能做到”，所以特別不理解在海選中能認真起來這種氣氛，這一點和北原相同。
因吊兒郎當的態度，而成為唯一一個被揚羽當眾說討厭的人，但是本人並不在意。
經常抱以沉穩的微笑，但是非常毒舌、抖S。
中小路春马（Nakakoji Haruma）
东堂创（Todo Hajime）
香西游晴（Kasai Yusei）

### 华樱会

#### 柊世代
比星谷等人大兩屆，並採取新式5人體制的華櫻會成員。
在星谷等人入學時，擔任音樂學科入科考核的審查員。
會在所有通過入科考核的人當中，選出五組（每組5人）進行特別指導，並稱其為「星路」。
鳳樹（Ootori Itsuki，聲：諏訪部順一、幼：內山夕實）
生日：12月24日；身高：186cm；血型：O型；班别：3年生→畢業；所屬：綾薙學園高等部
成長於綾薙學園理事長一族分家的精英，同時是柊翼的哥哥（第六集）。
原本為team月皇的成員，因沒辦法照著綾薙的規則走，所以自願退出星路。
被當成問題兒童。
在星谷初中的時候被自己的演出而擊中了星谷心靈（星谷本人目前還不知道，直到第二季第六集，當星谷看到鳳樹小時候的照片才發現）。
並不執著於地位和名譽。由於「似乎很有趣」這一理由，而將在音樂學科的入科選拔中發現的星谷等五人選中。
實力優秀，既是天才又是異端。
由於擅長隱藏真心話，被周圍人認為是「奇怪的學長」。
第九集為了保護後輩們的未來，自願退出華櫻會。
很重視柊翼。
柊翼/鳳翼（Hiragi Tsubasa/Otori Tsubasa，聲：平川大輔、幼：芳野由奈）
生日：12月24日；身高：184cm；血型：A型；班别：3年生→畢業；所屬：綾薙學園高等部
綾薙學園理事長一族·柊家的繼承人。
鳳樹的親弟弟。大約小學期間柊家爺爺前來鳳家收養了當時的鳳翼，改姓為柊翼，同時也接受各種嚴格的訓練。
原本為team月皇的成員，此時跟鳳樹同組。
音樂學科的首席學生，認為挑選出能成為綾薙招牌的優秀明星是自己的任務。
個性認真而不知變通。
比任何人都認可鳳的才能，不如說是認為他比自己更有才能，因而私下勸鳳樹加入「華櫻會」。
其實心裡非常想像小時候一樣和鳳一起玩，但是過於在乎柊家的身份，而把自己束縛住了。
對於鳳將星谷等人選入星路，這種對自己的立場很危險的破天荒舉動感到不滿。
很重視鳳樹。
曉鏡司（Akatsuki Kyoji，聲：森久保祥太郎）
生日：6月5日；身高：168cm；血型：B型；班别：3年生→畢業；所屬：綾薙學園高等部
華櫻會會員，原本是月皇組的成員。
感覺對柊以及柊所肩負的綾薙傳統十分執著，是個有話直說的人
目前不滿team鳳和鳳的做法。（第六集在新人發表公演看完team鳳的綾薙·show·time後發怒）
第八集向柊建議把鳳踢出華櫻會。
第十二集跟鳳一起去參拜時看起來感情有好一點。
楪·克里斯蒂安·利恩（聲：鳥海浩輔）
生日：9月2日；身高：176cm；血型：AB型；班別：3年生→畢業；所屬：綾薙學園高等部
華櫻會會員，原本是月皇組的成員。
常用一些法語語助詞，應該曾待過法國(猜拳時柊組的問他是法國規則還是日本規則；第十二幕漣在下初雪時對他說法國大概也是很冷的)
漣朔也（Sazanami Sakuya，聲：羽多野涉）
生日：7月29日；身高：186cm；血型：O型；班別：3年生→畢業；所屬：綾薙學園高等部
華櫻會會員，原本是月皇組的成員。
曾因沒睡醒對著月皇遙斗喊爸爸，遙斗本人似乎受到相當大的衝擊。
家裡是合氣道道場，被鳳樹稱為全人類最強。

#### 遙斗世代
比星谷等人大四屆，柊世代大兩屆（即成員皆已20~21歲），採用舊式4人體制的前華櫻會成員。
在柊世代舉行畢業紀念公演「Shadow&Lights」之際，指導綾薙學園音樂學科的25名成員，並從中選出5名學生，與即將畢業的華櫻會成員進行共演。被選出得5名成員，將可獲得「二年級育成資格」，不僅有利於個人評價，還有可能被選為下一屆華櫻會的成員。原本的「二年級育成資格」是採取團體戰，但是因眾人皆表現出高水準，經過遙斗等人討論後，宣布將競選方式改為個人戰。
月皇遙斗（Tsukigami Haruto，聲：子安武人）
生日：11月3日；身高：187cm；血型：O型
月皇海斗的哥哥，被眾人稱為天才，曾經主演過「Edward IV」，認為只要觀眾喜歡就願意赴湯蹈火。亦有「歌劇王子」的稱號。
與魚住、早乙女、雙葉同為前華櫻會的成員。
在教導方面，從不會對毫無可能性的人多費唇舌。
父親是有名的舞台監督，母親則是代表日本的舞台女演員。
具有非常許多的舞台經驗，在高中時就通過了百老匯的試鏡。曾經獲得第23屆最優秀演劇大賞，且為最年輕得獎者。
富有許多才能（美術除外），在初中時參加過許多運動系和文化類社團（如：網球部、籃球部、田徑部、書法部等）
和弟弟兩人的美術能力極差，曾經在初中的美術課雕了早乙女的臉，使本人受到了很大的驚嚇。
將粉絲送的金色招財貓放在柊家的別墅，取代一年級時被星谷和戌峰打碎的壺。
被揚羽稱作自己的神，羨慕海斗能和他留著相同的血液。其原因為揚羽在初中時期，看到由遙斗飾演的「阿列克西斯之影」，感受到其魅力，而開始效仿他。直到直到被遙斗指出表演中沒有任何魅力後，才下定決心不再一昧地模仿他。
據鳳所言，遙斗當時是以第一名成績畢業於綾薙學園音樂學科。
畢業後，亦與導綾薙學園有著熱烈的來往（如：拍攝導綾薙學園宣傳短片、徵求志願者徵求志願者協助拍攝其作品的宣傳冊兼實地進修）
因為其出色的表現，常常被他人拿來與弟弟比較（如：卯川認為海斗只是遙斗的附屬品），因此是出了名的被弟弟討厭，弟弟則是想證明自己可以演得和哥哥一樣好。
魚住第一次見到海斗時，認為他和遙斗非常不像，遙斗更嬉皮笑臉讓人反感。
早乙女認為單論魄力上，魚住不會輸給遙斗。
曾經因為只打電話給魚住，沒有打給早乙女，而使他生氣。
雖然被弟弟討厭，但非常認同海斗的實力，希望他能好好珍惜夥伴，且依然相當關心他，私底下也做出許多舉動（如：拜託鳳好好照顧海斗、對柊將team鳳退出星路也抱持著些許不滿）。相信有魚住的指導，海斗可以學習到很多東西。
星谷認為他非常耀眼，又能炒熱氣氛，感受不到任何擔心與膽怯，非常羨慕海斗有這樣的哥哥可以當作目標。
當星谷詢問要如何帶領隊伍前進時，認為正式正式演出前必須先戰勝自己，且認為星谷具有某種魅力。
在team鳳的綾薙祭結束後，因為因為高中時期出演的音樂劇再度上演，於是決定遠征紐約百老匯一年。之後為了執行「二年級育成資格」的合宿計畫，而短暫回到日本三週。
是前team月皇的指導者，且認為他們是學園裡具有最高水準的人才。常送來柳橙汁當作慰勞品（因為檸檬酸對恢復疲勞有幫助），但之後便會說教一番。鳳認為此舉是為了說出難以啟齒的事的掩飾。其教導方法進而使鳳效仿，也使柊到現在都不喜歡喝柳橙汁。
在畢業時，team月皇選擇跳傳統的「綾薙Show Time」來歡送遙斗。
認爲進行下一屆華櫻會選拔會議很辛苦，不想要再經歷一次。
在星路時期，為了與魚住爭奪鳳而使用猜拳來決定（遙斗出了剪刀），最後獲勝。
在漣高一時期的暑期合宿時，因為睡迷糊而誤叫了遙斗「爸爸」。
從來不認為鳳是問題兒童，反而覺得他和自己很像，認為他只要做自己就好。雖然自己覺得可惜，但同意鳳退出星路。
萬聖節時，和魚住寄了一個包裹給雙葉，內容物則是許多松露和50萬元的帳單。
對於新華櫻會（四季世代）所策劃的「開幕式」，因為自己曾經待過同樣的位置，知道決策的難處，較傾向於站在新華櫻會的立場。
魚住朝喜（Uozumi Asaki，聲：森川智之）
生日：8月23日；身高：185cm；血型：B型
與遙斗、早乙女、雙葉同為前華櫻會的成員。稱呼遙斗為「遙」，似乎對自己和遙斗的差距有些芥蒂。
是知名演員，常出演許多電視劇和音樂劇。
魚住第一次見到海斗時，認為他和遙斗非常不像，遙斗更嬉皮笑臉讓人反感。
其教導方式較嚴格，在「二年級育成資格」初期，負責星谷的特別指導，讓在一旁的那雪和卯川感到擔心和畏懼。
起初起出非常不看好星谷，直到他參加綾薙學園中等部話劇部的表演後，才開始對他刮目相看，並開始並開始積極輔導他。
和早乙女、雙葉看到揚羽飾演的「阿列克西斯之影」時，彷彿看到當時的遙斗。
在「二年級育成資格」中期，開始察覺到海斗因揚羽的表演而不自然，認為海斗只是在追逐哥哥，於是讓他和星谷互換角色。
曾經與海斗約在入夏家的工作室附近見面。
在星路時期，為了與遙斗爭奪鳳而使用猜拳來決定（魚住出了布），最後失敗。魚住本人貌似都還再記恨這件事。
和早乙女、雙葉住在同一間公寓，三人常常在晚上時享用雙葉從各地拿來的下酒菜（如：北海道特產蟹味噌蛋糕、福岡特產明太子煎餅、滋賀特產鯽魚壽司薯片、秋田特產醬菜等），但大多不太喜歡。
在「Shadow&Lights」公演當天，雖然明白星谷想和鳳共演的執著，但認為但認為讓傷員上台絕非良策。
萬聖節時，和遙斗寄了一個包裹給雙葉，內容物則是許多松露和50萬元的帳單。
對於新華櫻會（四季世代）所策劃的「開幕式」，較傾向於站在星谷等人的立場。
早乙女律（Saotome Ritsu，聲：置鮎龍太郎）
生日：12月9日；身高：180cm；血型：AB型
與遙斗、魚住、雙葉同為前華櫻會的成員。
外貌清秀，給人一種優雅的感覺。在高中時期和遙斗有著「遙斗王子和律公主」的稱號。
和魚住、雙葉住在同一間公寓，三人常常在晚上時享用雙葉從各地拿來的下酒菜（如：北海道特產蟹味噌蛋糕、福岡特產明太子煎餅、滋賀特產鯽魚壽司薯片、秋田特產醬菜等）
非常喜歡遙斗，曾經因為遙斗只打電話給魚住而沒打給自己而生氣。也曾因為想念遙斗而特地前往紐約，並帶回許多南瓜特產。
常常因為魚住過於偏袒自己的學生而被早乙女抱怨。
認為單論魄力上，魚住不會輸給遙斗。
在訓練學生時，常常秉持著「實力至上」主義。
在「二年級育成資格」初期，比較看好team柊和揚羽。
和魚住、雙葉看到揚羽飾演的「阿列克西斯之影」時，彷彿看到當時的遙斗。
萬聖節時，和雙葉串通揚羽、蜂矢、南條共5人合力惡整team鳳和team柊等人（兩人表示自己也曾經整過高一時的楪等人），但最後因為看到遙斗在初中美術課的作品而反倒被嚇暈。
雙葉大我（Futaba Taiga，聲：保志總一朗）
生日：3月14日；身高：168cm；血型：O型
與遙斗、魚住、早乙女同為前華櫻會的成員。
生性活潑開朗，給人非常陽光的一面。
和魚住、早乙女住在同一間公寓，三人常常在晚上時享用雙葉從各地拿來的下酒菜（如：北海道特產蟹味噌蛋糕、福岡特產明太子煎餅、滋賀特產鯽魚壽司薯片、秋田特產醬菜等）
在「二年級育成資格」初期，比較看好team漣。
和魚住、早乙女看到揚羽飾演的「阿列克西斯之影」時，彷彿看到當時的遙斗。
是危險駕駛，曾經不小心撞壞早乙女的車。
萬聖節時，和早乙女串通揚羽、蜂矢、南條共5人合力惡整team鳳和team柊等人（兩人表示自己也曾經整過高一時的楪等人），但最後因為遙斗和魚住寄來的50萬元帳單而反倒被嚇暈。

#### 四季世代
比星谷等人大一屆，柊世代小一屆，採用新式5人體制的新華櫻會成員。成員5人由柊世代的華櫻會成員選出。
希望能夠做到以往柊世代和遙斗世代未能做到的壯舉，並執行了很多改革。（如：封鎖星谷常去的野外劇場舞台、建立專門給通過入科考核或星路成員的一年級生的新訓練樓、策劃绫薙祭全新環節「開幕式」等）
成員的姓名當中皆包含了一個季節。
四季斗真（Shiki Touma，聲：浪川大輔）
生日：6月28日；身高：177cm；血型：AB型；班别：3年MS班；所属：绫薙學園高等部
新華櫻會的成員，領導者。在實際技術方面擁有很高的實力，在中等部時代，和成績第一的冬澤比 肩。但是除了表演以外不喜歡引人注目，很少作為華櫻會登上舞台。對名譽完全沒有興趣，決定了進入華櫻會也有獨自的理由的情況。 在擔任華櫻會時，比起個人的想法，他更徹底地尊重組織的意願，無意識地感到呼吸困難……。
冬澤亮（Fuyusawa Ryou，聲：齊藤壯馬）
生日：1月11日；身高：178cm；血型：B型；班别：3年MS班；所属：绫薙學園高等部
新華櫻會的成員，與四季從中等部時開始成為朋友。擁有較高的實力，在中等部時代是音樂專業的特別班級成績第一，上高等部之後也經常保持著首席的成績。深受四季信賴的人物。無論是華櫻會成員還是表演者，都抱有非常嚴厲的想法。在音樂學科2年級中，他對正統派實力的Team柊很感興趣。
春日野詩音（Kasugano Shion，聲：山下大輝）
生日：3月21日；身高：168cm；血型：A型；班别：3年MS班；所属：绫薙學園高等部
新華櫻會的成員，通過不尋常的努力進入音樂劇專業的人物。1年級的那個時候，衷心仰慕四季的事，培育著以來深的友情。 占卜是興趣。稍微有些古怪的人物。
入夏將志（Irinatsu Masashi，聲：逢坂良太）
生日：7月27日；身高：173cm；血型：O型；班别：3年MS班；所属：绫薙學園高等部
新華櫻會的成員。1年級是春日野和隊友，同樣在四季得到救助，對他感恩不盡。父母是有名的音樂家，自己也處理音樂製作。在華櫻會製作的開幕式上，他也親自參與了樂曲製作。一方面是喜歡熱血的人和熱血的展開的祭祀男人，也有不喜歡糾紛，買調停角色出有的溫暖的心的人物。
千秋貴史（Chiaki Takafumi，聲：小西克幸）
生日：10月25日；身高：177cm；血型：B型；班别：3年MS班；所属：绫薙學園高等部
新華櫻會的成員，和冬澤從兒童劇團時代開始就是青梅竹馬，但因為某件事而變成了犬猿之仲。似乎還是有緣，中等部時代雖未曾謀面，卻一同擔任學生會幹事。和當時的副會長南條也是熟識的熟人，稱呼他為“小幸”還經常鬧事。 對於冬澤的感情稍微有些複雜，雖然惡語相向，但似乎還是保持著不離不棄的距離感，並留意著他的言行。

### 其他角色
那雪優希（Nayuki Yuki，聲：阿澄佳奈）
身高：146cm；班别：2年→3年；所属：绫薙學園中等部普通科
那雪透的双胞胎妹妹，個性比較活潑，但不擅於應付小孩。認識曾經在中等部擔任社團活動部長會運動部會長的北原。是少數能讓天花寺認錯的人。
擅長裁縫、設計，為手工部的成員。曾在绫薙學園中等部的春天社團發表會時，幫忙話劇部製作演出時的衣服。
萬聖節時幫team鳳（包括塔維安）做了萬聖節的衣服和南瓜雕刻，但因為數量關係反而造成恐慌。
與哥哥關係良好，曾經詢問鳳為什麼新人發表公演時，自己的哥哥沒有站在中間的位置。
常自備那雪家代代相傳可以消除緊張的茶，差點被team鳳當作懲罰星谷的道具。天花寺和空閑曾經誤喝，卯川則是在那雪的勸說下喝的。
非常在意卡路里，曾經因為天花寺幫優希和紬買了特大號的薯條，而被兩人說是沒情商。
在team鳳參加「新人發表公演」時，因為星谷推遲了表演服的申請，所以只拿到剩下破爛的表演服。最後在那雪的請託下，麻煩優希和紬幫忙team鳳在一週內製作新的表演服。之後亦在绫薙祭時，幫忙team鳳製作表演服。
在柊世代的「畢業儀式」時，接受月皇的提議，將team鳳在「新人發表公演」（第一次舞台演出）時的表演服加以改造，以參加最後的畢業儀式。
於绫薙學園中等部的春天社團發表會時，受到朋友之託，強行擄走哥哥到家政部幫忙製作炒麵。
在『Shadow&Lights』正式演出時，因為意外使星谷受傷而暫時無法上台演出，並由揚羽代演。於是優希和紬就在短時間內指揮其他幕後工作人員協助對星谷的戲服進行修改，完成揚羽的戲服。
於team柊二年級的绫薙祭開幕式預演時，幫忙team鳳、team楪、team漣製作表演服。
那雪紬（Nayuki Tsumugi，聲：金元寿子）
身高：146cm；班别：2年→3年；所属：绫薙學園中等部普通科
那雪透的双胞胎妹妹，個性比較冷靜，比起優希較少開口。認識曾經在中等部擔任社團活動部長會運動部會長的北原。是少數能讓天花寺認錯的人。
擅長裁縫、設計，為手工部的成員。曾在绫薙學園中等部的春天社團發表會時，幫忙話劇部製作演出時的衣服。
萬聖節時幫team鳳（包括塔維安）做了萬聖節的衣服和南瓜雕刻，但因為數量關係反而造成恐慌。
與哥哥關係良好，曾經在新人發表公演時，因為自己的哥哥沒有站在中間的位置，想要抹殺鳳。
常自備那雪家代代相傳可以消除緊張的茶，差點被team鳳當作懲罰星谷的道具。天花寺和空閑曾經誤喝，卯川則是在那雪的勸說下喝的。
非常在意卡路里，曾經因為天花寺幫優希和紬買了特大號的薯條，而被兩人說是沒情商。
在team鳳參加「新人發表公演」時，因為星谷推遲了表演服的申請，所以只拿到剩下破爛的表演服。最後在那雪的請託下，麻煩優希和紬幫忙team鳳在一週內製作新的表演服。之後亦在绫薙祭時，幫忙team鳳製作表演服。
在柊世代的「畢業儀式」時，接受月皇的提議，將team鳳在「新人發表公演」（第一次舞台演出）時的表演服加以改造，以參加最後的畢業儀式。
於绫薙學園中等部的春天社團發表會時，受到朋友之託，強行擄走哥哥到家政部幫忙製作炒麵。
在『Shadow&Lights』正式演出時，因為意外使星谷受傷而暫時無法上台演出，並由揚羽代演。於是優希和紬就在短時間內指揮其他幕後工作人員協助對星谷的戲服進行修改，完成揚羽的戲服。
於team柊二年級的绫薙祭開幕式預演時，幫忙team鳳、team楪、team漣製作表演服。
塔維安（tavian，聲：加隈亞衣）
天花寺在宿舍裡養的貓，有著一身黑色的毛（胸口為白色的）、一雙青色的眼以及白色的貓掌，脖子上綁著紅色的蝴蝶結和黃色的鈴鐺。
是天花寺無可取代的朋友，並稱牠為「天使」。
據說從出生以來就沒有出去過，所以天花寺很珍視牠。
天花寺在宿舍裡備有許多貓食，且常常在出門前的早晨牠玩。
因為常常發出許多聲響，而有許多傳言誤會天花寺而有許多傳言誤會天花寺每晚都把女人帶進宿舍。
在入學不久時，怕貓的星谷原本要找天花寺和解，但反而不小心將塔維安嚇跑。但也因此促成兩人關係友好的契機。
優希和紬在萬聖節時幫塔維安做了萬聖節的衣服和南瓜雕刻。

## 出版書籍
高校星歌劇 Star-Myu
| KADOKAWA       | KADOKAWA               | 東立出版社    | 東立出版社             |
| 發售日期       | ISBN                   | 發售日期      | ISBN                   |
| -------------- | ---------------------- | ------------- | ---------------------- |
| 2015年10月22日 | ISBN 978-4-04-865546-0 | 2018年2月27日 | ISBN 978-986-486-534-5 |

高校星歌劇 星塵之夢
| 冊數 | KADOKAWA       | KADOKAWA               | 東立出版社    | 東立出版社             |
| 冊數 | 發售日期       | ISBN                   | 發售日期      | ISBN                   |
| ---- | -------------- | ---------------------- | ------------- | ---------------------- |
| 1    | 2016年10月22日 | ISBN 978-4-04-892473-3 | 2018年2月27日 | ISBN 978-986-486-535-2 |
| 2    | 2017年6月22日  | ISBN 978-4-04-893235-6 |               |                        |

## 制作成员
- 企画・原案：ひなた凛
- 监督：多田俊介
- 系列构成：ハラダサヤカ
- 人物设计：渡邊亞彩美
- 美术监督・美术设定：前田實
- 色彩设计：津守裕子
- 攝影監督：堀內美咲、田中博章
- 3DCG：平川典史
- 编集：黑泽雅之
- 音响监督：明田川仁
- 音乐：Ken Arai
- 音乐制作：NBC環球娛樂
- 音乐制作人：藤平直孝
- 执行制作人：臼井久人
- 制作人：杉本美佳
- 动画制作人：丸亮二
- 动画制作：C-Station
- 制作：高校星歌剧制作委员会

## 歌曲

### 主题歌
第一季
片頭曲
「DREAMER」（第1－12幕）
作词：Satomi，作曲、編曲 ：中山聰，主唱：Gero
片尾曲
（第1－4幕、第6－11幕）
作词：熊野清美，作曲、編曲：井內舞子，主唱：team鳳
（第5幕）
作词：熊野清美，作曲、编曲：大隈知宇，主唱：team鳳
（第12幕）
作词：六見純代，作曲：本田光史郎，编曲：前口渉，主唱：team鳳
OVA1、2
片頭曲
(第13幕)
作詞：熊野清美，作曲、編曲：大久保薰，主唱：team鳳
(第14幕)
作詞：熊野清美，作曲、編曲：大久保薰，主唱：team柊
片尾曲
(第13幕)
作詞：熊野清美，作曲：小野貴光，編曲：千葉"naotyu"直樹，主唱：team柊
(第14幕)
作詞：熊野清美，作曲：小野貴光，編曲：千葉"naotyu"直樹，主唱：team鳳
第二季
片頭曲
「SHOW MUST GO ON!!」（第1－12幕）
作詞：六見純代，作曲：halyosy，編曲：中山聰，主唱：Fourpe（浦島坂田船）
片尾曲
「Gift」（第1－11幕）
作詞：熊野清美，作曲、編曲：井內舞子，主唱：team鳳
（第12幕）
作词：六見純代，作曲：本田光史郎，编曲：前口渉，主唱：team鳳
OVA3
片頭曲
「ホリゾント」
作词：熊野清美，作曲：小野貴光，编曲：平田祥一郎，主唱：星谷悠太（花江夏樹）、那雪透（小野賢章）、月皇海斗（朗斯贝里·亚瑟）
片尾曲
「DEAR DREAM!」
作词：六見純代，作曲、编曲：中山聰，主唱：星谷悠太（花江夏樹）、天花寺翔（細谷佳正）、空閑愁（前野智昭）
第三季
片头曲
「DREAM TOGETHER」（第1幕 - 第11幕）
作词：六ツ見純代，作曲、編曲 ：中山聰，主唱：新里宏太
片尾曲
（第1幕 - 第11幕）
作词：熊野清美，作曲、編曲：井內舞子，主唱：team鳳
（第12幕）
作词：熊野清美，作曲：田村信二、大久保薰，編曲：大久保薰，主唱： 星谷悠太（花江夏樹）、那雪透（小野賢章）、月皇海斗（朗斯贝里·亚瑟）、天花寺翔（細谷佳正）、空閑愁（前野智昭）、辰己琉唯（岡本信彦）、申渡榮吾（内田雄馬）、虎石和泉（KENN）、戌峰誠士郎（興津和幸）、卯川晶（松岡禎丞）、揚羽陸（島﨑信長）、蜂矢聡（高梨謙吾）、北原廉（梅原裕一郎）、南條聖（武内駿輔）

### 插曲
第一季
（第1幕）
作词：熊野清美，作曲：田村信二，编曲：大久保薰，主唱：華樱會
「星のストライド」（第1幕）
作词：六見純代，作曲：近藤圭一，编曲：前口渉，主唱：星谷悠太（花江夏樹）
「俺こそミュージック」（第2幕）
作词：熊野清美，作曲、编曲：大川茂伸，主唱：鳳樹（诹访部顺一）
（第2幕）
作词：六見純代，作曲：森本貴大，编曲：佐佐木裕，主唱：那雪透（小野賢章）
「天下の花」（第3幕）
作词：六見純代，作曲：加藤貴大，编曲：增田武史，主唱：天花寺翔（细谷佳正）
「Angel Lost」（第3幕）
作词：熊野清美，作曲：青野ゆかり，编曲：島田尚，主唱：天花寺翔（细谷佳正）
「RADIANT MIND」（第4幕）
作词：六見純代，作曲：hisakuni，编曲：增田武史，主唱：空閑愁（前野智昭）
「Limited sky」（第4幕）
作词、作曲、编曲：40mP，主唱：月皇海斗（朗斯貝里·亞瑟）
「アヤナギ・ショウ・タイム」（第5幕）
作词：熊野清美，作曲、编曲：大久保薰，主唱：team柊
「アヤナギ・ショウ・タイム〜鳳アレンジVer.〜」（第6幕）
作词：熊野清美，作曲、编曲：大久保薰，主唱：team鳳
「スター・オブ・スター！」（第7幕）
作词：熊野清美，作曲：川浦正大，编曲：大久保薰，主唱：team柊
「Ready→Steady→Dream！」（第8幕）
作词：熊野清美，作曲：小野貴光，编曲：中山聰，主唱：team鳳
「Stand by Dreams」（第9幕）
作词：熊野清美，作曲：川崎海，编曲：川崎海，主唱：鳳樹（諏訪部順一）、柊翼（平川大輔）
「星屑ムーブメント」（第10幕）
作词：熊野清美，作曲：中山聰，编曲：中山聰，主唱：team鳳
「Everlasting Moon」（第11幕）
作词：熊野清美，作曲、编曲：大久保薰，主唱：月皇遥斗（子安武人）
「星のストライド 〜鳳 Duo Ver.〜」（第11幕）
作词：六見純代，作曲：近藤圭一，编曲：前口渉，主唱：星谷悠太（花江夏樹）、鳳樹（諏訪部順一）
「Caribbean Groove」（第12幕）
作词：熊野清美，作曲、编曲：大川茂伸，主唱：team柊
「星瞬COUNTDOWN」（第12幕）
作词：熊野清美，作曲、編曲：井內舞子，主唱：team鳳
OVA1、2
(第13幕)
作词：熊野清美，作曲，编曲：大川茂伸，主唱：星谷悠太（花江夏樹）、辰己琉唯（岡本信彥）
(第13幕)
作詞：熊野清美，作曲：鈴木盛廣，编曲：山崎真吾，主唱：華樱會
「Caribbean Groove」(第14幕)
作词：熊野清美，作曲，编曲：大川茂伸，主唱：team柊
（第14幕）
作词：六見純代，作曲：本田光史郎，编曲：前口渉，主唱：team鳳
第二季
「MOON Holic」(第1幕)
作词：熊野清美，作曲：設樂哲也，编曲：R・O・N，主唱：揚羽陸（島崎信長）
(第1幕)
作词：熊野清美，作曲：田村信二，编曲：大久保薰，主唱：アンシエント
（第2幕）
作词：熊野清美，ハラダサヤカ，作曲，编曲：大川茂伸，主唱：揚羽陸（島崎信長）、月皇遥斗（子安武人）
（第2幕）
作词：熊野清美，作曲：Kanon，松田貴志，编曲：平田祥一郎，主唱：team柊
「RISING STAR」 （第3幕）
作词：六見純代，作曲：南直博，編曲：島崎貴光，主唱：星谷悠太（花江夏樹）
「花道 ∞ Go All Out!!」 （第4幕）
作词：六見純代，作曲：RYO(AL)，编曲：大川茂伸，主唱：星谷悠太（花江夏樹）、那雪透（小野賢章）、天花寺翔（細谷佳正）、空闲愁（前野智昭）、虎石和泉（KENN）、卯川晶（松岡禎丞）
（第5幕）
作词：熊野清美、ハラダサヤカ，作曲，编曲：大川茂伸，主唱：月皇海斗（朗斯貝里·亞瑟）、辰己琉唯（岡本信彦）、揚羽陸（島﨑信長）、南條聖（武内駿輔）
「straightforward」 （第5幕）
作词：熊野清美，作曲、编曲：川﨑海，主唱：星谷悠太（花江夏樹）、月皇海斗（朗斯貝里·亞瑟）、魚住朝喜（森川智之）
「WONDERFUL WONDER!」 （第6幕）
作词：熊野清美，作曲、编曲：大久保薰，主唱：前華樱會
「Shadow&Lights」（第7幕）
作词：熊野清美、ハラダサヤカ，作曲，编曲：大川茂伸，主唱：柊翼（平川大辅）、鳳樹（諏訪部順一）
「FACE-OFF」（第7幕）
作词：六見純代，作曲、编曲：田中俊亮，主唱：空閑愁（前野智昭）、虎石和泉（KENN）、北原廉（梅原裕一郎）
（第7幕）
作词：熊野清美、ハラダサヤカ，作曲，编曲：大川茂伸，主唱：揚羽陸（島﨑信長）
（第7幕）
作词：熊野清美、ハラダサヤカ，作曲，编曲：大川茂伸，主唱：星谷悠太（花江夏樹）
「Shadow&Lights」（第7幕）
作词：熊野清美、ハラダサヤカ，作曲，编曲：大川茂伸，主唱：星谷悠太（花江夏樹）
「Knock on Dream!」（第8幕）
作词：熊野清美，作曲、编曲：木村有希，主唱：星谷悠太（花江夏樹）、揚羽陸（島崎信長）
「ユメツボミ」（第9幕）
作词：六見純代，作曲、编曲：本田光史郎，主唱：那雪透（小野賢章）、卯川晶（松岡禎丞）
「Shadow&Lights」（第10幕）
作词：熊野清美、ハラダサヤカ，作曲，编曲：大川茂伸，主唱：星谷悠太（花江夏樹）、鳳樹（諏訪部順一）
「Miracle Catcher」（第10幕）
作词：熊野清美，作曲、编曲：倉内達矢，主唱：星谷悠太（花江夏樹）、鳳樹（諏訪部順一）、柊翼（平川大輔）
「Growin' Up」（第11幕）
作词：熊野清美，作曲：小野貴光，中山聡，主唱：team鳳
（第11幕）
作词：熊野清美、ハラダサヤカ，作曲，编曲：大川茂伸，主唱：辰己琉唯（岡本信彦）
「Shadow&Lights」（第12幕）
作词：熊野清美、ハラダサヤカ，作曲，编曲：大川茂伸，主唱：星谷悠太（花江夏樹）、鳳樹（諏訪部順一）
「Gift 〜カーテンコール〜」（第12幕）
作词：熊野清美，作曲、编曲：井内舞子，主唱：team鳳、team柊、前華樱會、アンシエント、team楪、team漣
OVA3
「Pumpkin Mate♪」
作词：熊野清美，作曲、编曲：設樂哲也，主唱：星谷悠太（花江夏樹）、辰己琉唯（岡本信彥）、揚羽陸（島崎信長）、北原廉（梅原裕一郎）
「Wanna Be Scream?」
作词：熊野清美，作曲、编曲：大川茂伸，主唱：揚羽陸（島崎信長）、蜂矢聰（高梨謙吾）、南條聖（武內駿輔）、早乙女律（置鲇龍太郎）、雙葉大我（保志總一朗）
「Storytellers」
作词：熊野清美，作曲、编曲：40mP，主唱：team楪、team漣
第三季
「STELLAR TRAIL」（第1幕）
作词：六見純代，作曲、编曲：増田武史，主唱：星谷悠太（花江夏樹）
（第1幕）
作词：熊野清美，作曲：田村信二，编曲：大久保薫，主唱：新華樱會
「NEW NOW!」（第2幕）
作词：熊野清美，作曲、编曲：木村有希，主唱：team鳳、揚羽陸（島﨑信長）、北原廉（梅原裕一郎）
「SILENT FEVER」（第3幕）
作词：六見純代，作曲、编曲：中山聡，主唱：入夏将志（逢坂良太）
「ARCANA BRAVE」（第4幕）
作词：熊野清美，作曲、编曲：板倉孝徳，主唱：春日野詩音（山下大輝）
「echo」（第4幕）
作词：熊野清美，作曲、编曲：板倉孝徳，主唱：春日野詩音（山下大輝）
「FIND OUT」（第5幕）
作词：六見純代，作曲、编曲：佐佐木裕，主唱：team漣
「REFLECTION」（第5幕）
作词：六見純代，作曲、编曲：佐伯高志，主唱：team漣
「Magic Time Maker」（第6幕）
作词：熊野清美，作曲、编曲：大川茂伸，主唱：team鳳、team柊、team楪、team漣
「HONESTY」（第7幕）
作词：六見純代，作曲、编曲：中山聡，主唱：四季斗真（浪川大輔）
「two of us」（第8幕）
作词：熊野清美，作曲：山口雄太，编曲：千葉"naotyu-"直樹，主唱：冬澤亮（齊藤壮馬）、千秋貴史（小西克幸）
「GLORY+HOLLY+STORY」（第9幕）
作词：六ツ見純代，作曲、编曲：中山聡，主唱：team柊
「COME ON LET'S GO!」（第10幕）
作词：熊野清美，作曲、编曲：大久保薫，主唱：team鳳
「SUREFIRE 〜ヒカリヘツナゲ〜」（第11幕）
作词：六ツ見純代，作曲、编曲：大川茂伸，主唱：星谷悠太（花江夏樹）、辰己琉唯（岡本信彥）、四季斗真（浪川大輔）、冬澤亮（斉藤壮馬）
「MASTERPIECE」（第12幕）
作词：六ツ見純代，作曲、编曲：山口たこ，主唱：team辰己
「高校星歌劇 -オンステージ-」（第12幕）
作词：熊野清美，作曲、编曲：井内舞子，主唱：team星谷

## 各話製作
| 話数   | 脚本                  | 分镜                       | 演出                         | 作画監督                                                      |
| 第一季 | 第一季                | 第一季                     | 第一季                       | 第一季                                                        |
| ------ | --------------------- | -------------------------- | ---------------------------- | ------------------------------------------------------------- |
| 第1幕  | ハラダサヤカ          | 後藤圭二                   | 多田俊介                     | 山下喜光                                                      |
| 第2幕  | 渡邊大輔              | 松澤建一                   | 松澤建一                     | 佐佐木睦美                                                    |
| 第3幕  | 坂井史世              | 平田豐                     | 平田豐                       | 堤谷典子                                                      |
| 第4幕  | 高橋郁子              | 森山悠二郎                 | 森山悠二郎                   | 遠藤大輔、田村正文、渡邊亞彩美                                |
| 第5幕  | 坂井史世              | 山本秀世                   | 山本秀世                     | 高山由江                                                      |
| 第6幕  | 渡邊大輔              | 京極義昭                   | 京極義昭                     | 山下喜光、佐佐木睦美 遠藤大輔、渡邊亞彩美                     |
| 第7幕  | ハラダサヤカ          | 黑澤雅之                   | 平田豐                       | 佐佐木睦美                                                    |
| 第8幕  | 高橋郁子              | 神保昌登                   | 神保昌登                     | 高山由江、山下喜光、渡邊亞彩美                                |
| 第9幕  | 渡邊大輔              | 平田豊 黑澤雅之            | 稻本隆史                     | 遠藤大輔、石富結依奈                                          |
| 第10幕 | 坂井史世              | 金子伸吾                   | 金子伸吾                     | 山下喜光、佐佐木睦美                                          |
| 第11幕 | ハラダサヤカ          | 相澤伽月                   | 平田豊                       | 堤谷典子、遠藤大輔、石富結依奈                                |
| 第12幕 | 渡邊大輔              | 多田俊介                   | 多田俊介                     | 佐佐木睦美、堤谷典子、相澤伽月 遠藤大輔、山下喜光、渡邊亞彩美 |
| OVA    |                       |                            |                              |                                                               |
| 第13幕 | ハラダサヤカ          | 京極義昭                   | 京極義昭                     | 遠藤大輔、渡邊亞彩美                                          |
| 第14幕 | ハラダサヤカ          | 平田豐                     | 平田豐                       | 山下喜光、遠藤大輔、渡邊亞彩美                                |
| 第二季 |                       |                            |                              |                                                               |
| 第1幕  | ハラダサヤカ          | 平田豐                     | 平田豐                       | 遠藤大輔、石富結依奈 山下喜光、渡邊亞彩美                     |
| 第2幕  | 渡邊大輔              | 山下喜光                   | 平田豐                       | 佐佐木睦美、近藤律子                                          |
| 第3幕  | 坂井史世              | 京極義昭                   | 高野やよい                   | 土屋圭、小池裕樹                                              |
| 第4幕  | 高橋郁子              | 相澤伽月                   | 平田豐                       | 石富結依奈、塚越修平                                          |
| 第5幕  | ハラダサヤカ          | 金子伸吾                   | 金子伸吾                     | 遠藤大輔、近藤律子                                            |
| 第6幕  | 坂井史世              | 黑澤雅之                   | 平田豐                       | 佐佐木睦美                                                    |
| 第7幕  | 高橋郁子              | 葛谷直行                   | 立仙裕俊                     | 石富結依奈、近藤律子 遠藤大輔、塚越修平                       |
| 第8幕  | 渡邊大輔 ハラダサヤカ | 後藤圭二                   | 金子伸吾                     | 遠藤大輔、塚越修平                                            |
| 第9幕  | 高橋郁子              | 葛谷直行                   | 高野やよい                   | 土屋圭、小池裕樹                                              |
| 第10幕 | ハラダサヤカ          | 黑澤雅之                   | 平田豐                       | 佐佐木睦美                                                    |
| 第11幕 | 坂井史世 渡邊大輔     | 金子伸吾 葛谷直行          | 金子伸吾                     | 近藤律子、石富結依奈                                          |
| 第12幕 | ハラダサヤカ          | 平田豐                     | 平田豐                       | 遠藤大輔、塚越修平 石富結依奈、近藤律子                       |
| OVA    |                       |                            |                              |                                                               |
| 不適用 | ハラダサヤカ          | 淺野景利                   | 淺野景利                     | 近藤律子、遠藤大輔 塚越修平、大槻南雄                         |
| 第三季 |                       |                            |                              |                                                               |
| 第1幕  | ハラダサヤカ          | 後藤圭二                   | 浅野景利                     | 遠藤大輔                                                      |
| 第2幕  | ハラダサヤカ          | 浅野景利                   | 相澤伽月                     | 渡邉亜彩美、近藤律子                                          |
| 第3幕  | 坂井史世              | 浅野景利                   | 岩崎太郎                     | 斉藤美香、小林美由紀、竹本美紀 合田真さ美、西川絵奈           |
| 第4幕  | 高橋郁子              | 湊未來                     | 川奈可奈                     | 佐々木睦美                                                    |
| 第5幕  | ハラダサヤカ          | 宇賀神亮輔                 | 宇賀神亮輔                   | 遠藤大輔、近藤律子                                            |
| 第6幕  | 渡邊大輔              | 京極義昭                   | 京極義昭                     | 佐々木睦美、遠藤大輔                                          |
| 第7幕  | ハラダサヤカ          | 葛谷直行                   | 浅野景利                     | 近藤律子、塚越修平、遠藤大輔                                  |
| 第8幕  | 坂井史世              | 竹之内和久                 | 浅野景利                     | 佐々木睦美、山下喜光                                          |
| 第9幕  | 渡邊大輔              | 葛谷直行                   | 京極義昭                     | 遠藤大輔、塚越修平、近藤律子                                  |
| 第10幕 | ハラダサヤカ          | 金子伸吾                   | 金子伸吾                     | 佐々木睦美、南雲紋 井本美穂、近藤律子                         |
| 第11幕 | 高橋郁子              | 葛谷直行                   | 橋本能理子                   | 小園菜穂、高野ゆかり、高野やよい                              |
| 第12幕 | ハラダサヤカ          | 浅野景利 京極義昭 多田俊介 | 宇賀神亮輔 京極義昭 多田俊介 | 相澤伽月、近藤律子、井本美穂 田村正文、渡邉亜彩美             |

## BD&DVD
| 卷數   | 發售日期       | 收錄話數               | 規格編號  | 規格編號  |
| 卷數   | 發售日期       | 收錄話數               | BD        | DVD       |
| 第一季 | 第一季         | 第一季                 | 第一季    | 第一季    |
| ------ | -------------- | ---------------------- | --------- | --------- |
| 1      | 2015年12月23日 | 第1話 - 第2話          | GNXA-1801 | GNBA-2371 |
| 2      | 2016年1月27日  | 第3話 - 第4話          | GNXA-1802 | GNBA-2372 |
| 3      | 2016年2月24日  | 第5話 - 第6話          | GNXA-1803 | GNBA-2373 |
| 4      | 2016年4月8日   | 第7話 - 第8話          | GNXA-1804 | GNBA-2374 |
| 5      | 2016年4月22日  | 第9話 - 第10話         | GNXA-1805 | GNBA-2375 |
| 6      | 2016年5月25日  | 第11話 - 第12話        | GNXA-1806 | GNBA-2376 |
| OVA1   | 2016年7月27日  | 第13話（OVA第1話）     | GNXA-1807 | GNBA-2377 |
| OVA2   | 2016年9月21日  | 第14話（OVA第2話）     | GNXA-1808 | GNBA-2378 |
| 第二季 |                |                        |           |           |
| 1      | 2017年6月21日  | 第1話 - 第2話          | GNXA-1941 | GNBA-2561 |
| 2      | 2017年7月21日  | 第3話 - 第4話          | GNXA-1942 | GNBA-2562 |
| 3      | 2017年8月23日  | 第5話 - 第6話          | GNXA-1943 | GNBA-2563 |
| 4      | 2017年9月21日  | 第7話 - 第8話          | GNXA-1944 | GNBA-2564 |
| 5      | 2017年10月25日 | 第9話 - 第10話         | GNXA-1945 | GNBA-2565 |
| 6      | 2017年11月22日 | 第11話 - 第12話        | GNXA-1946 | GNBA-2566 |
| OVA    | 2018年10月24日 | スタミュ in ハロウィン | GNXA-1838 | GNBA-2398 |
| 第三季 |                |                        |           |           |
| 1      | 2019年8月21日  | 第1話 - 第2話          | GNXA-2221 | GNBA-2771 |
| 2      | 2019年9月13日  | 第3話 - 第4話          | GNXA-2222 | GNBA-2772 |
| 3      | 2019年10月9日  | 第5話 - 第6話          | GNXA-2223 | GNBA-2773 |
| 4      | 2019年11月7日  | 第7話 - 第8話          | GNXA-2224 | GNBA-2774 |
| 5      | 2019年12月4日  | 第9話 - 第10話         | GNXA-2225 | GNBA-2775 |
| 6      | 2019年12月24日 | 第11話 - 第12話        | GNXA-2226 | GNBA-2776 |

## 備註
1. 1 2 3 4 5 6 7 8 9 10 11 12 13 14 15 16 17 18  星谷悠太（花江夏树）、那雪透（小野贤章）、月皇海斗（朗斯贝里·亚瑟（日语：ランズベリー・アーサー））、天花寺翔（细谷佳正）、空闲愁（前野智昭）
2. 1 2 3 4 5 6 7 8 9 10  辰己琉唯（冈本信彦）、申渡荣吾（内田雄马）、卯川晶（松冈祯丞）、戌峰诚士郎（兴津和幸）、虎石和泉（KENN）
3. 1 2 3 4  鳳樹（诹访部顺一）、柊翼（平川大輔）、曉鏡司（森久保祥太郎）、楪·克里斯蒂安·利恩（鸟海浩辅）、漣朔也（羽多野涉）
4. 1 2  月皇遥斗（子安武人）、魚住朝喜（森川智之）、早乙女律（置鮎龍太郎）、雙葉大我（保志總一朗）
5. 1 2 3  揚羽陸（島﨑信長）、蜂矢聡（高梨謙吾）
6. 1 2 3 4 5  北原廉（梅原裕一郎）、南條聖（武内駿輔）
7. ↑  四季斗真（浪川大輔）、冬澤亮（齐藤壮马）、春日野詩音（山下大輝）、入夏将志（逢坂良太）、千秋貴史（小西克幸）
8. ↑  辰己琉唯（冈本信彦）、申渡荣吾（内田雄马）、卯川晶（松冈祯丞）、戌峰诚士郎（兴津和幸）、虎石和泉（KENN）
9. ↑  星谷悠太（花江夏树）、那雪透（小野贤章）、月皇海斗（朗斯贝里·亚瑟（日语：ランズベリー・アーサー））、天花寺翔（细谷佳正）、空闲愁（前野智昭）、揚羽陸（島﨑信長）、蜂矢聡（高梨謙吾）、北原廉（梅原裕一郎）、南條聖（武内駿輔）

## 外部連結
「高校星歌劇」官方網站 （页面存档备份，存于）